# موج‌شکن (فیلم ۲۰۲۳)
موج‌شکن (به انگلیسی: Breakwater) فیلمی محصول سال ۲۰۲۳ و به کارگردانی جیمز رو است. در این فیلم بازیگرانی همچون درموت مالرونی، دارن من، مینا سوواری، سونیا سن و سلیا رز گودینگ ایفای نقش کرده‌اند.